# Martin Mutschmann
Martin Mutschmann (9. března 1879 Hirschberg - 14. února 1947 Moskva) byl německý politik, v dobách nacizmu Gauleiter v Sasku (Gau Sachsen).

## Život
Narodil se v durynském Hirschbergu, v mládí se rodina přestěhovala do Plavna v Sasku. Po studiích na obchodní škole otevřel v Plavně dílnu na výrobu krajek. V první světové válce sloužil až do roku 1916 na západní frontě než byl ze zdravotních důvodů propuštěn. Po válce se stal jedním z brzkých členů nacionalistického a antisemitského spolku Deutschvölkischer Schutz und Trutzbund. V Plavně založil místní odbočku (Ortsgruppe) NSDAP a stal se častým přispěvatelem nacistické strany. Ačkoli v době hospodářské krize o firmu přišel, dokázal získávat prostředky pro stranickou pokladnu i nadále, což jej v nacistické straně vyneslo do popředí. V roce 1925 se stal v Sasku Gauleiterem, funkci podržel až do konce druhé světové války. Soustředil se především na místní politické aktivity v Sasku, o celoněmeckou politiku se příliš nezajímal. Jeho osobním zájmem byla záchrana rukodělné umělecké výroby v Sasku.

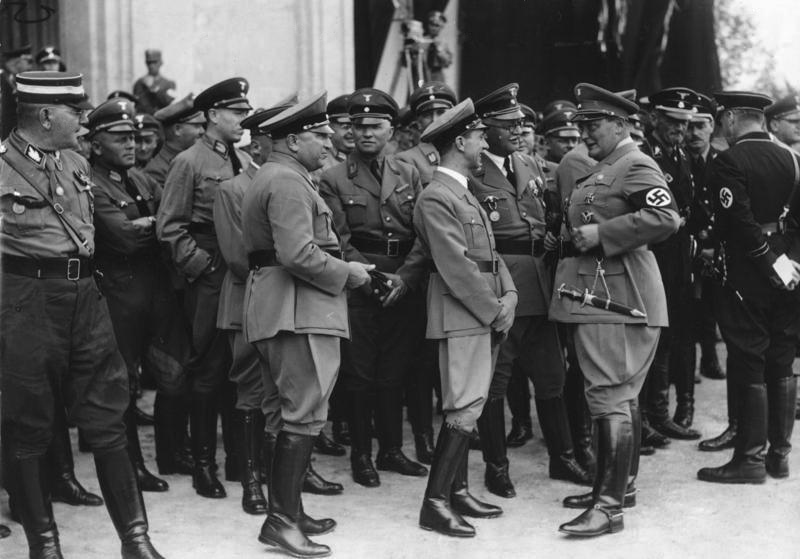
Mutschmann vlevo vedle Goebbelse

Po nástupu nacistů k moci byl Mutschmann jmenován guvernérem (Reichsstatthalter) v Sasku. Byl vášnivým lovcem a často byl obviňován, že se věnuje více svému koníčku, než péči o blaho obyvatel Saska. Ani bombardování Drážďan jej nezbavilo podobných obvinění. Mutschmann byl nařčen, že nepřipravil město na strašlivý letecký útok, který přišel mezi 13. a 15. únorem 1945.
Mutschmann byl 1. května 1945 v Drážďanech, jako saský Gauleiter trval na tom, aby obyvatelé města veřejně truchlili za Adolfa Hitlera, který 30. dubna 1945 spáchal sebevraždu. Pátého května nechal rozšířit zprávu, že na východní frontě bude spuštěna rozsáhlá německá ofenzíva; 7. května byl sovětskými orgány zatčen, když se pokoušel uprchnout. Podle sovětských zdrojů byl zadržen 17. května 1945 místními na německé straně Krušných hor, odvezen do Annabergu a předán sovětským orgánům.
Mutschmann byl v Moskvě odsouzen k smrti a 14. února 1947 popraven.